# (3704) Gaoshiqi
(3704) Gaoshiqi – planetoida z pasa głównego asteroid okrążająca Słońce w ciągu 3 lat i 272 dni w średniej odległości 2,41 j.a. Została odkryta 20 grudnia 1981 roku w Obserwatorium Astronomicznym Zijinshan. Nazwa planetoidy pochodzi od Gao Shi-Qi (1905–1988), popularyzatora nauki w Chinach. Przed jej nadaniem planetoida nosiła oznaczenie tymczasowe (3704) 1981 YX1.